# Marius de Buzon
Frédéric Marius de Buzon né le 18 septembre 1879 à La Roque, commune de Bayon-sur-Gironde et mort le 26 novembre 1958 à Alger est un peintre français.
Rattaché à l’école d'Alger et d'ascendance espagnole — et descendant du peintre Francisco de Goya[réf. nécessaire] —, il est le cousin germain du peintre et décorateur bordelais Camille de Buzon.

## Biographie
Marius de Buzon est élève de Paul Quinsac à l’école des beaux-arts de Bordeaux, puis il est admis à l’École nationale des beaux-arts de Paris dans les ateliers de Fernand Cormon et d'Albert Maignan. Proche de Suzanne Valadon et Maurice Denis, contemporain du fauvisme, il œuvre dans la continuité ethnographique[C'est-à-dire ?] de Paul Gauguin. Il reçoit le prix Lefèvre Glaize Maguelonne en 1910, et une médaille au Salon des artistes français de 1911.
Il expose aussi au Salon des Tuileries, au Salon d’automne et à la galerie Charlet à Alger. Il obtient le prix Abd-el-Tif en 1913. Il est considéré comme l'un des membres les plus influents de l'École d'Alger. Mobilisé en 1914 en Macédoine, puis en 1915 en Kabylie où il passe une période de quinze mois dans la région de Michelet (aujourd'hui Ain el Hammam) et Fort-National (Larbaâ Nath Irathen), qu'il parcourt à pied ou à dos de mulet : « je découvrais des êtres, » expliqua-t-il ensuite, « la végétation, l'atmosphère et le reste, afin de parvenir, par la magie de l'émotion, à transférer la couleur en matière vivante ».
Il est médaille d'or hors concours au Salon des artistes français de 1922 (pour Le Marché kabyle et Le Retour du marché dont il peignit plusieurs répliques entre 1922  et 1926), et médaille de vermeil de la Société des peintres orientalistes français en 1922. Il obtient le prix Rosa Bonheur en 1923 pour son Portrait d'enfant et le grand prix artistique de l’Algérie la même année. Le Salon de la Société des artistes algériens et orientalistes lui décerne la bourse de voyage de la Compagnie des chemins de fer PLM en 1926 et la bourse de voyage des chemins de fer algériens de l'État en 1930. Il enseignera à l'Académie algéroise Arts fondée par Rafel Tona et André Figueras dans les années 1930.
Il expose également à l’exposition des Arts décoratifs en 1925 Le Port de Bordeaux et les relations d’outre-mer (panneau de 8,10 × 3,14 m) commandé par l'État français, au palais Carnot à Alger en décembre 1925, au Salon de la Société des peintres orientalistes en 1922-1923-1933-1934-1935, à Roubaix en octobre 1928, à la galerie Dujardin à Prague en 1930 Terrasses à Ghardaia et Fête de l'Aïd Seghir, à l’Exposition coloniale de 1931 Bains maures à Ghardaia, à la Seconda mostra internazionale d'arte coloniale de Naples, d'octobre 1934 à janvier 1935 Le Boucher kabyle, et à l’Exposition universelle de 1937, à Paris. Il est nommé président du comité de patronage de la villa Abd-el-Tif.
Max-Pol Fouchet dit de lui dans Algeria de 1939 : « L'éloge de M. de Buzon me paraît inutile à faire. On connaît l'art sérieux et puissant de ce peintre, mais il sait aussi libérer sur ses toiles une tendresse corotienne devant tel paysage français. Il n'en émeut que plus. » Tandis que selon Victor Barrucand, « il a mis en évidence les lignes essentielles des paysages, sculptant à grand pans les vallées Kabyles. » Il est nommé chevalier de la Légion d'honneur. Il est l’objet d’une rétrospective à la galerie Antinéa, à Paris en 1983, exposée également à la galerie d’Art Foresto, à Genève en 1984.  
Il est considéré, et cité, comme le « chantre de la Kabylie » et l’un des fondateurs de l’École d'Alger (à la suite de Maxime Noiré, et avec Léon Carré, Léon Cauvy, Paul Jouve). Il peint également paysages et types de la région de Bougie, du Mzab (où il est l'un des premiers peintres à pénétrer, après Étienne Dinet, avec Maurice Bouviolle), de Touggourt où il séjourne régulièrement après 1945 (L'Heure blonde, 81 × 120, 1950), Témacine (1953), ainsi qu'à Sidi Bou Saïd, ou en Espagne et au Maroc, à Casablanca, Rabat ou encore Fès. Ses œuvres sont très recherchées par les collectionneurs comme représentant les scènes de la vie kabyle, paysages, scènes pastorales ; « il substitue à la notion d’identification ethnique, celle infiniment plus poétique d’allégorie (Élisabeth Cazenave) », tandis qu'en 1930 Pierre Angel écrivait de lui: « Marius de Buzon a poursuivi sur ces rives africaines les rêves antiques de la mystique païenne ».[réf. nécessaire]
Marius de Buzon meurt le 26 novembre 1958 à Alger. Son fils Jean et son petit-fils Jean-Frédéric de Buzon seront assassinés en 1962 alors qu’ils essayaient de déménager et sauver l’atelier de leur père.

## Œuvres dans les collections publiques
- Palais d'été à Alger.
- Musée des beaux-arts d'Alger.
- Musée national Zabana d'Oran.
- Palais des assemblées algériennes.
- Préfecture d'Alger.
- Archevêché d'Alger (Canéphores kabyles, 1922).
- Chambre des députés (exposition internationale de Venise 1925).
- Pavillon de la transfusion sanguine (Alger).
- Foyer civique (1933-1934) à Alger (en collaboration avec Maurice Adrey, Armand Assus, Louis Fernez, Léon Carré, Paul Belmondo).
- Salon des ambassadeurs au palais Bourbon à Paris (Le Mariage kabyle).
- Musée des beaux-arts de Bordeaux (Bucolique kabyle).
- Musée d'Aquitaine de Bordeaux (Les colonies, 1925[4]).
- Palais de l'Athénée à Bordeaux.
- Lycée Saint-Augustin de Bône.
- Musée Bonnat de Bayonne.
- Musée de Pau (Paysage d'Algérie, 1930).
- Musée de Rodez (Touggourt depuis la terrasse de l'Hôtel Transatlantique, 1949).
- Musée National Zabana d'Oran à Oran (ex musée Demaeght).
- Musée national de  Cirta de Constantine.
- Musée de la Légion d'honneur (Portrait du général Catroux, huile sur toile).
- Musée des années 30 de Boulogne-Billancourt (Cimetière à Rabat, 1919, huile sur toile, et Le Départ pour le mariage kabyle, 1923, huile sur toile).
- Rotary Club de Fredericksburg (États-Unis) (L'Arrivée  des convois américains).

## Illustrations
- Timbre de 1955, 100 francs, Algérie, graveur Pierre Gandon (1899-1990) année 1954, (no 311 et 331 AlgeriePhilatélie.net).
- Albert Trustes, les Sirénéennes, NRF, 1928 (avec Assus, Jean Launois, et Omar Ben Smaia).

## Décorations
- Chevalier de l'ordre des Arts et des Lettres (1957)[5]